# Odens jakt

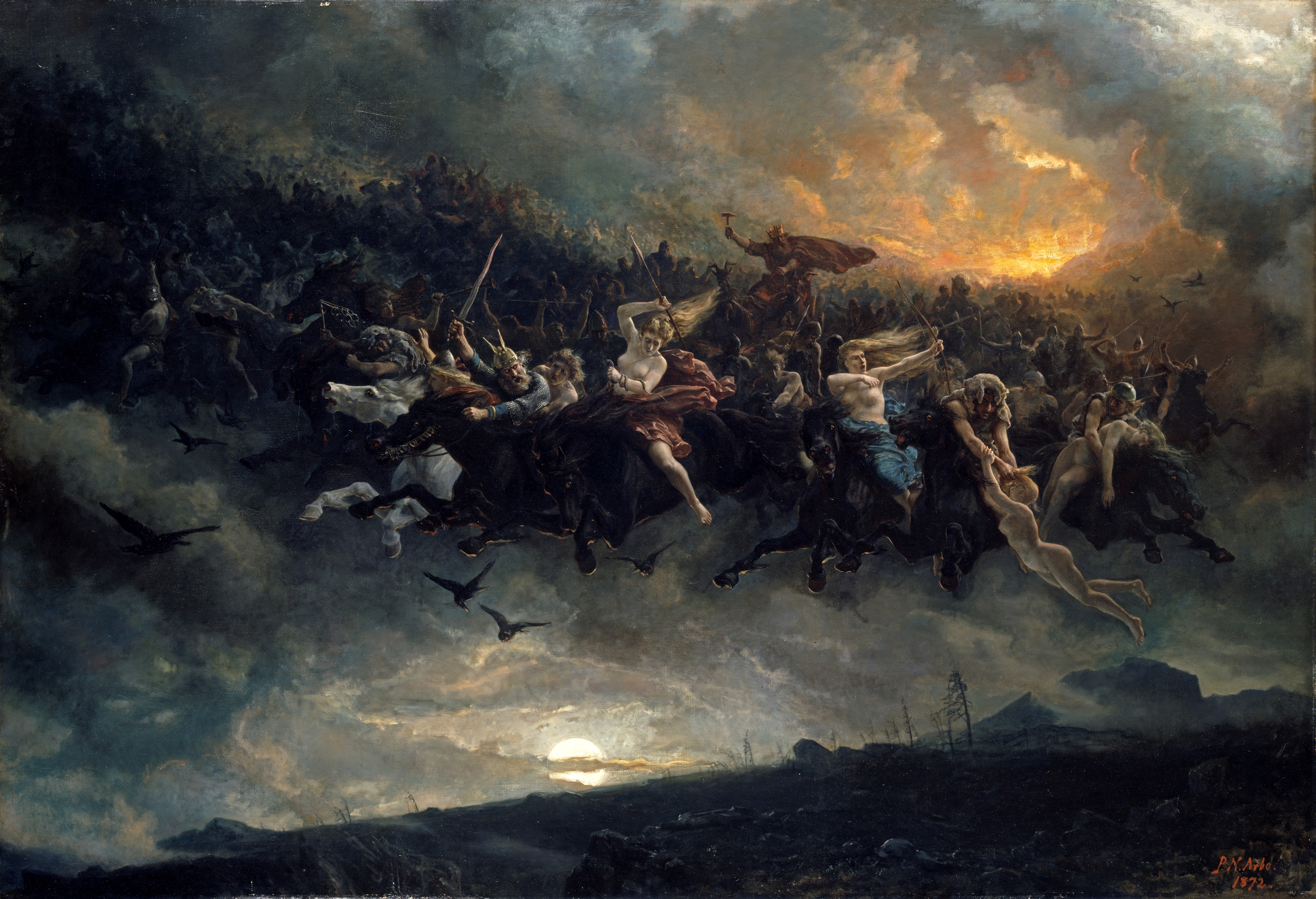
"Asgårdsreien" (1872) av Peter Nicolai Arbo (1831-1892).

Odens jakt eller vilda jakten med mera är i folktron ett följe av övernaturliga väsen som hörs nattetid, särskilt under senhösten och julen. Motivet är spritt över hela Europa med olika ledare för jakten. Ett vanligt sentida motiv är att det är de dödas härskaror som far fram som en stormvind genom luften.
Vissa nutida bedömare antar att det exempelvis var flockar med vildgäss man hörde. Andra har föreslagit att det är norrsken som legat till grund för myten.[källa behövs]

## Sverige
I Sverige trodde man att det var asaguden Oden som for fram på jakt efter skogsrået genom skogar och över himlen.
En modernare variant nämner deltagare som dött en våldsam död samt odöpta människor.

## Norge
I Norge kallades fenomenet för ”Asgårdsrejen” (norska: Oskoreien, Aaskureien) eller ”Julerejen” (Julereien), där ”rej” är ett gammalt ord för tumult, oväsen, gräl, stoj, liv och rörelse.
I vissa varianter av legenden om Asgårdsrejen nämns som deltagare särskilt drögar eller gengångare av drunknade människor samt vandöda, andar som varken passar i himlen eller helvetet.

## Tyskland
I Tyskland kallades fenomenet för ”vilda jakten” (tyska: die wilde Jagd) eller ”den ode/rasande hären” (das wütende Heer) och avsåg härskaror av döda som for fram.
En äldre myt omger Perchta eller Bertha som sålunda skulle vara det skogsrå som Oden jagade.

## USA
Varianter av legenden spreds över till Amerika via nybyggare. Sången Ghost Riders in the Sky (Spökryttare i skyn) är baserad på en amerikansk variant av sägnen som författaren Stan Jones fick berättad för sig som barn.